# Bajofondo
I Bajofondo sono una formazione musicale composta di otto musicisti provenienti dall'Argentina e dall'Uruguay. Il gruppo si autodefinisce come un "collettivo di compositori, cantanti ed artisti", in origine formalmente chiamato "Bajofondo Tango Club", ma in seguito accorciato in "Bajofondo" dopo che il loro stile musicale si è fatto più variegato, come annunciato al concerto di Berlino tenutosi in aprile 2008.
Spesso comparati ai Gotan Project, la loro musica in precedenza aveva mescolato tango e musica elettronica, parte di un genere di tango in evoluzione conosciuto come "Elettrotango", che ha riportato il tango all'attenzione del grande pubblico.  Oltre alla prima citata commistione di tango e techno, il gruppo suona un mescolamento di DNB, musica house, chillout e trip hop. La loro prima registrazione, Bajofondo Tango Club, venne lanciata nel 2003 riscuotendo gran successo, un secondo lavoro solista del pianista/DJ/compositore Luciano Supervielle fu acconto calorosamente dai recensori nel tardo 2005. La loro musica più recente dal loro terzo album, Mar Dulce, è una fusione tra Patchanka e forme musicali contemporanee lungo il Río de la Plata al confine fra Argentina e Uruguay.

## Formazione
- Gustavo Santaolalla - composizione, voci, chitarra/percussioni, produzione
- Juan Campodónico - composizione, djset, produzione
- Luciano Supervielle - composizione, piano, scratching, dj set
- Martín Ferrés - bandoneón
- Verónica Loza - voci / video jockey
- Javier Casalla - violino
- Gabriel Casacuberta - basso
- Adrian Sosa - batteria

## Discografia
- Bajofondo Tango Club - 2002
- Remixed - 2005
- Mar Dulce - 2007

Album correlati
- Bajofondo presenta Supervielle - 2004
- Bajofondo presenta Santullo - 2009
- Bajofondo presenta Campo - 2011

DVD
- Supervielle en el Solís - 2006